# Katinger Mühle
Die Katinger Mühle (auch Hofmühle) bei Haunoldstein im niederösterreichischen Mostviertel lag an einem rechtsseitig der Pielach ausgeleiteten Kanal. Bereits 1257 wurde in einer Urkunde hier eine Mühle erwähnt. Die Katingermühle war anfangs die Hofmühle der Osterburg, verfügte bis 1897 über drei Mahlgänge und wurde danach zur Walzenmühle umgebaut, womit sie eine der ersten Walzenmühlen Österreichs war. Angetrieben wurden die Mühle und die angebaute Säge mittels zweier unterschlächtiger Wasserräder zu je 5 Meter Durchmesser. Nach einem Brand im Jahr 1962 wurde die Säge im Jahr 1963 und die Mühle im Jahr drauf stillgelegt und stattdessen eine Turbine eingebaut. Die Betriebsgebäude der Mühle, die nach dem Brand kaum instand gesetzt wurden, verfielen im Lauf der Zeit und wurden 2019 abgerissen.